# Peque (Antioquia)

Bandeira de Peque.

Localização de Peque, no departamento de Antioquia.

Peque é uma cidade e município da Colômbia, no departamento de Antioquia. Dista 227 quilômetros de Medellín, a capital do departamento. Possui uma superfície de 392 quilômetros quadrados.
Fundada em 3 de janeiro de 1868, tornou-se oficialmente um município em 1915. Possui uma área de aproximadamente 392 km² e está situada a cerca de 200 km de Medellín, a capital do departamento de Antioquia. Em 2024, a população estimada de Peque é de 8.644 habitantes, com a maior parte vivendo em áreas rurais.